# كولين سومر
كولين سومر (بالإنجليزية: Coleen Sommer)‏ هي واثبة عالي أمريكية، ولدت في 6 يونيو 1960 في لوس أنجلوس في الولايات المتحدة.

## وصلات خارجية
- كولين سومر على موقع الاتحاد الدولي لألعاب القوى (الإنجليزية)
- كولين سومر على موقع أوليمبيديا (الإنجليزية)